# Brunnhöf
Brunnhöf ist ein Ort in der Marktgemeinde Schweiggers im Bezirk Zwettl in Niederösterreich. Der Weiler gehört zur Ortschaft Siebenlinden.

## Geografie
Brunnhöf liegt an der Europäischen Hauptwasserscheide auf einer Seehöhe von 651 Metern. Brunnhöf hat etwa 20 Einwohner.

## Geschichte
Der kleine Ort mit fünf Häusern wird 1499 erstmals urkundlich erwähnt. Schon 1805 zählte der Ort fünf Häuser und gehörte damals zur Propsteiherrschaft Zwettl. Im Jahr 1822 wurde der Ort mit 3 Höfen und einem Kleinhaus genannt, die nach Siebenlinden eingepfarrt waren, wohin auch die Kinder eingeschult wurden. Die Propsteiherrschaft Zwettl besaß die Ortsobrigkeit, die Herrschaft Weitra übte die Landgerichtsbarkeit aus und die Stiftsherrschaft Zwettl besorgte die Konskription. Die Untertanen und Grundholde des Ortes gehörten den Propstei Zwettl. Laut Adressbuch von Österreich waren im Jahr 1938 in Brunnhöf zwei Landwirte mit Ab-Hof-Verkauf ansässig. Die Ortskapelle wurde zuletzt im Jahr 1993 renoviert und umgestaltet. Bis zur Eingemeindung nach Schweiggers war der Ort ein Bestandteil der damaligen Gemeinde Siebenlinden. 2001 wurde der Bau der Ortswasserleitung abgeschlossen und alle Häuser angeschlossen.